# Leptotyphlops columbi
Leptotyphlops columbi este o specie de șerpi din genul Leptotyphlops, familia Leptotyphlopidae, descrisă de Klauber 1939. Conform Catalogue of Life specia Leptotyphlops columbi nu are subspecii cunoscute.